# Louis Mercier (1837-1907)
Pour les articles homonymes, voir Louis Mercier.
Louis Mercier (Besançon, 1837 — même ville, 5 janvier 1907) et un ouvrier-horloger et poète français,,.
Proche de Louis Duplain avec qui il partage la vie professionnelle et littéraire, les deux compères accèdent rapidement à la notoriété étant notamment remarqués par Victor Hugo et Théophile Gautier. Si Duplain dépeint la Franche-Comté à travers son histoire et ses paysages, Mercier publie en ce sens au Pays Comtois, Nostalgie, les Saxifrages mais aussi des textes relatifs à sa profession comme l'Horloge,,. Enterré au cimetière des Chaprais à quelques allées de Louis Duplain, les deux bisontins sont communément désignés sous le titre de poètes-horlogers. Une place du quartier Rosemont fut baptisée en son nom.